# Mimas semicentripuncta
Mimas semicentripuncta är en fjärilsart som beskrevs av Bunge-billw. 1905-1906. Mimas semicentripuncta ingår i släktet Mimas och familjen svärmare. Inga underarter finns listade i Catalogue of Life.